# پارک ملی خوا یای
پارک ملی خوا یای (تایلندی: เขาใหญ่) یک پارک ملی در کشور تایلند است.